# Vydra skvrnitá
Vydra skvrnitá (Hydrictis maculicollis, syn. Lutra maculicollis) je lasicovitá šelma náležící do monotypického rodu Hydrictis, předchozí systematika ji řadila do jiného rodu, Lutra. Bylo popsáno několik poddruhů, jejich existence je nicméně sporná. Vydra skvrnitá obývá tropické a subtropické oblasti subsaharské Afriky až do nadmořské výšky 2500 m, k životu preferuje rozlehlé čisté vodní toky s kamenitým dnem, dostatkem ryb a okolním rostlinstvem. 
Vydra skvrnitá je středně velký druh vydry, měří 85 až 105 cm (bez ocasu 58 až 69 cm). Mezi africkými vydrami je nicméně nejmenším druhem. Dlouhé a štíhlé tělo je vybaveno krátkými končetinami a zploštělým ocasem, pomocí kterého může kormidlovat při plavání. Zbarvení se pohybuje mezi červenohnědou a čokoládovou, se světlejšími skvrnami na krku. Druh může žít solitérně, nebo tvořit skupinky až o dvaceti jedincích. Živí se hlavně rybami, pokud však nejsou k dispozici, nepohrdne ani jinou potravou. Reprodukce probíhá sezónně a samici se nejčastěji rodí dvě až tři mláďata, která se stanou na matce nezávislá za jeden rok a ve dvou letech již mohou sama zplodit potomstvo.
Mezinárodní svaz ochrany přírody hodnotí vydru skvrnitou jako téměř ohrožený druh s klesající populací a je zařazena na seznam CITES do druhé přílohy. Hlavní důvod ohrožení spočívá ve ztrátě přirozeného prostředí, vydry jsou někdy rovněž pronásledovány ze strany člověka.

## Systematika
Vydra skvrnitá je druh šelmy patřící do čeledi lasicovití a v ní do monotypického rodu Hydrictis. Do tohoto rodu byla zařazena teprve až na základě studií mitochondriální a jaderné DNA Koepfliho a Satoa z let 2008 a 2012, předchozí systematika uváděla vydru skvrnitou jako zástupce rodu Lutra. Druh popsal Martin Heinrich Carl Lichtenstein roku 1835. Vědeckým jménem pro vydru skvrnitou je Hydrictis maculicollis. Druhové jméno pochází ze dvou latinských slov: macula (skvrnitý) a collis (krk). U vydry skvrnité bylo na základě morfologických znaků popsáno až sedm poddruhů (subspecií), publikace Mammals of Africa uvádí pět subspecií. Jedná se o následující poddruhy:
- Hydrictis maculicollis maculicollis (Lichtenstein, 1835)
- Hydrictis maculicollis nilotica (Thomas, 1911)
- Hydrictis maculicollis matschiei (Cabrera, 1903)
- Hydrictis maculicollis chobiensis (Roberts, 1932)
- Hydrictis maculicollis kivuana (Pohle, 1920).

Jejich existence je nicméně sporná. Vědeckým synonymem pro vydru skvrnitou je Lutra maculicollis. Místními názvy se vydra nazývá například Lenı´bi, Nı´bi či Mba´rgo. Svahilsky je vydra fisi maji, což lze přeložit jako „vodní hyena”.
Genetickou výbavu vydry skvrnité tvoří diploidní karyotyp 2n = 40 chromozomů, jako jediná vydra jich má více než 38. Druh se pravděpodobně vyvinul z vydry Lutra fatimazohrae, která žila před 3,6 až 2,588 miliony lety.

## Výskyt
Vydra skvrnitá se vyskytuje v tropických a subtropických oblastech subsaharské Afriky, přičemž žije jižně od 10° severní šířky. Nejjižněji se tento druh vyskytuje na východě Jihoafrické republiky, západním směrem žije až v Guineji-Bissau, nejvýchodnější oblastí rozšíření druhu je jihozápadní Etiopie. Z konkrétních států vydry žijí např. v Jižním Súdánu, Zambii, Kamerunu, Čadu, Sieře Leone, Mali, Nigérii, Nigeru, Malawi, Gabonu, Ugandě, Angole a dalších. Početná populace žije u Viktoriina jezera. Chybějí však v řadě oblastí východní, jižní a západní Afriky. V Burundi, Ghaně, Lesothu a Togu tento druh vymizel. Možná žil také na Bioku, sopečném ostrově v blízkosti státu Kamerun, tato hypotetická populace je však v takovém případě rovněž vymizelá.
Vydra skvrnitá je sladkovodním druhem, k životu preferuje rozlehlé vodní plochy, jako velké řeky, jezera či bažinaté oblasti. Od vody se obyčejně nevzdaluje na větší než desetimetrovou vzdálenost. Voda by měla být čistá a dno pokryté kameny, podmínkou je také výskyt ryb a pobřežního rostlinstva. Vody by měly být také prosté výskytu krokodýlů. Vydry skvrnité zásadně nevyhledávají slanou mořskou vodu či ústí řek, čímž se odlišují například od vydry africké (Aonyx capensis), která osídlila i tyto oblasti. Vydra skvrnitá se vyskytuje až do výšky 2500 m n. m.; ve vyšších nadmořských výškách obývá například potoky.
V oblastech s vhodným životním prostředím lze najít zhruba jednu vydru na 1 až 2 km toku, v oblastech méně vhodných žije jedna vydra i na 11 km toku.

## Popis

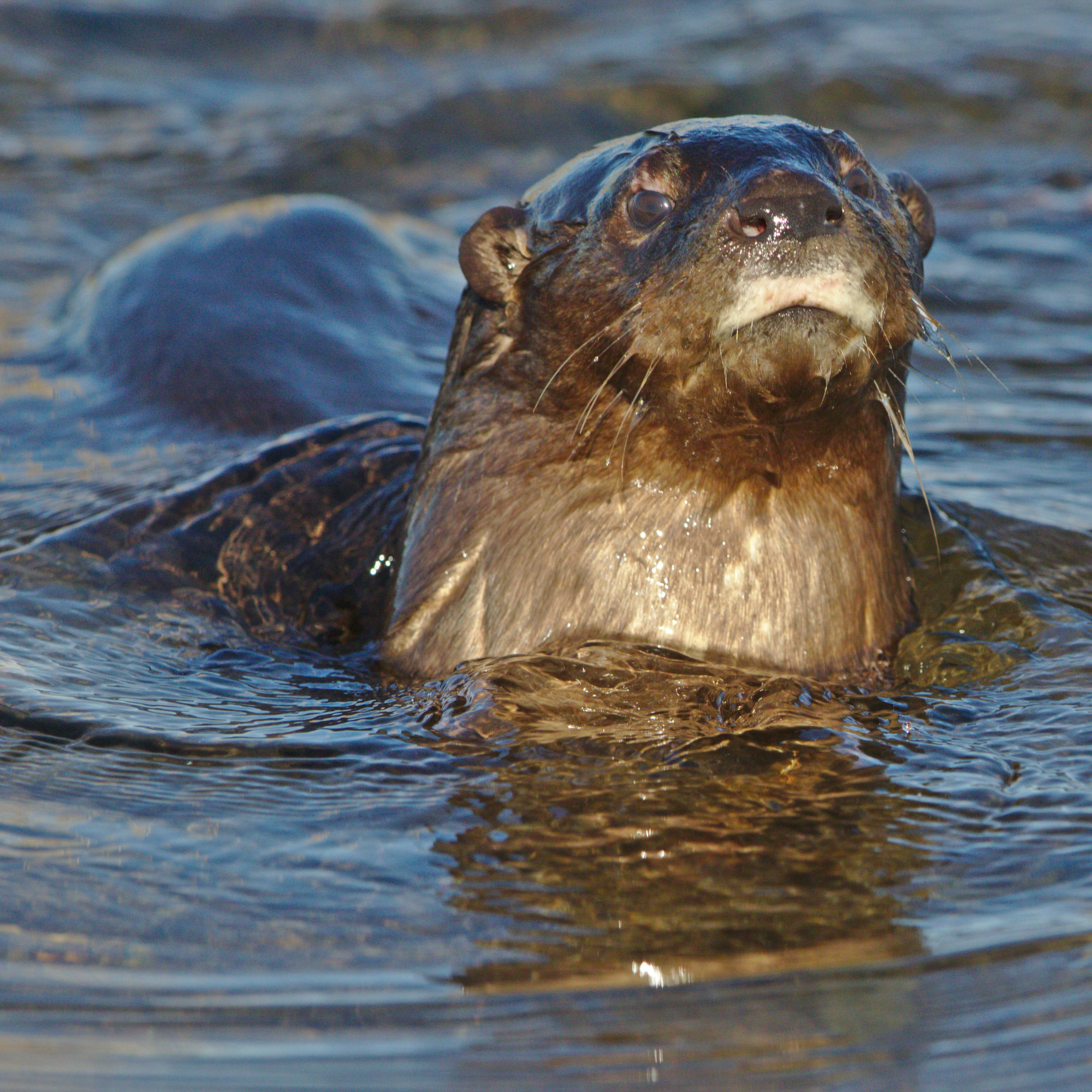
Vydra skvrnitá v řece

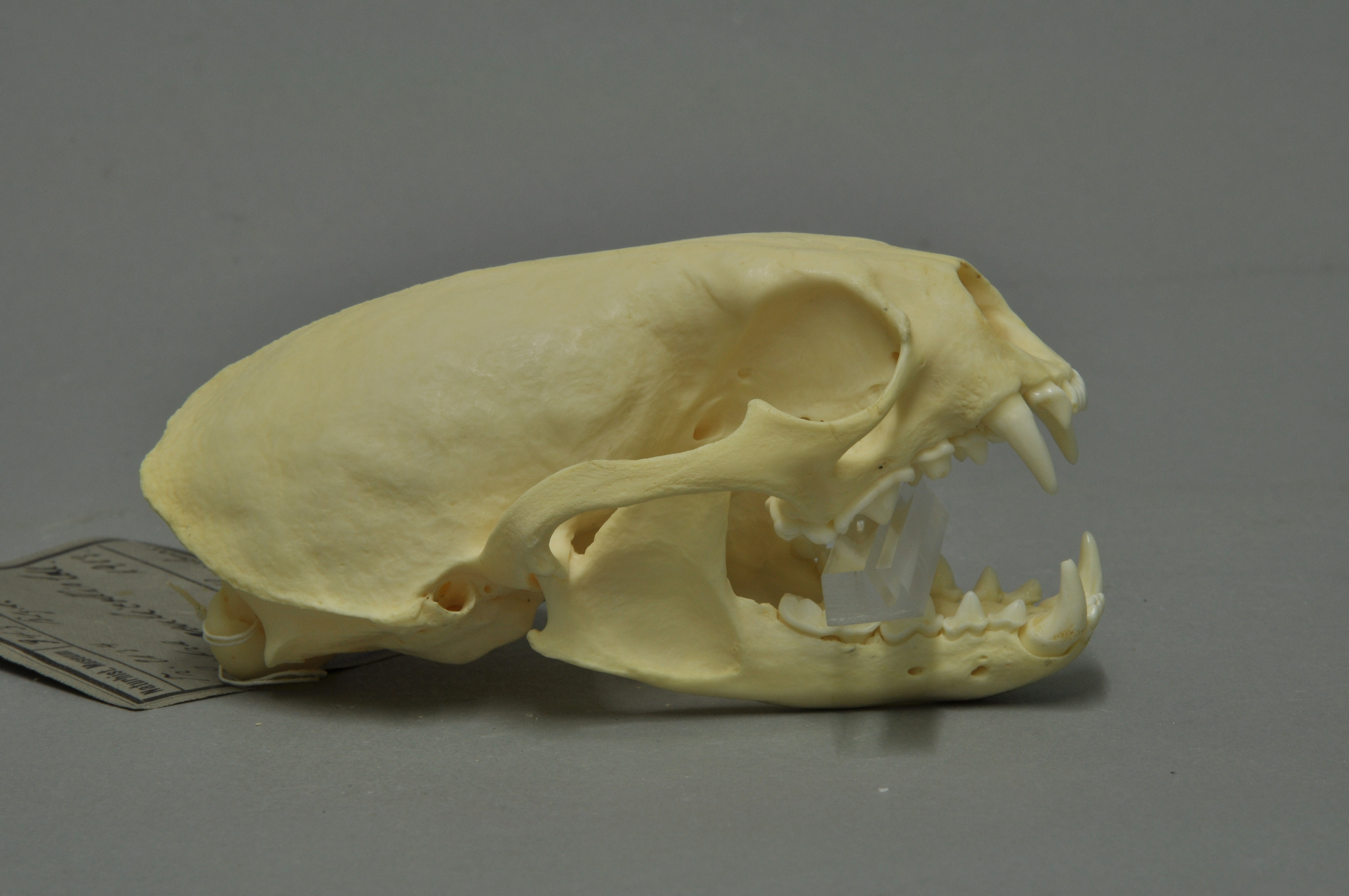
Lebka vydry skvrnité

Vydra skvrnitá je středně velký druh vydry, v Africe je však nejmenší vydrou. Měří 85 až 105 cm, délka těla bez ocasu činí 58 až 69 cm. Vydry skvrnité dosahují hmotnosti mezi 3 až 5 kg, maximální hmotnost se může nicméně vyšplhat až na 9 kg. U druhu je patrný pohlavní dimorfismus, samci dorůstají větší velikosti nežli samice.
Tělo vydry skvrnité je dlouhé a štíhlé, elegantní stavby. Rovněž mírně zploštělý ocas je velký, vydra jej používá jako kormidlo a balanční orgán. Naopak končetiny nejsou příliš dlouhé. Mezi prsty má vydra rozprostřenou plovací blánu a každý prst je vybaven asi centimetrovým drápem, delším na předních končetinách. Hlava je v zadní části rozšířená a vybavena malýma ušima a širokým čenichem. Lebku, jež je stavěna podobně jako u dalších lasicovitých, tvoří tenké kosti a celkově dosahuje lehké konstituce. Podle měření jedinců z JAR dosahuje největší délka lebky (vzdálenost od mezičelisti až po nejzadnější část lebky) asi 107,1 mm u samců a 95,9 mm u samic. U vydry se dobře vyvinul sagitální hřeben, jenž značí, že zvíře disponuje mohutnými žvýkacími svaly. Malé zuby této vydry slouží k lapání ryb, avšak neporadí si již tak snadno s tvrdší kořistí. Horní špičáky vydry skvrnité jsou ostré a mohutné, spodní spíše zakřivené. Třenové zuby a stoličky jsou přizpůsobeny k přidržování a drcení kořisti, samotné trháky jsou dobře přizpůsobeny k řezání masa. Celkový zubní vzorec je tento:
{\displaystyle {I3\cdot C1\cdot P4\cdot M1 \over I3\cdot C1\cdot P3\cdot M2}=36}.
Tělo vydry skvrnité pokrývá srst měřící maximálně dva centimetry. Je sice krátká, ale současně také hustá a nepropouští vodu. Barvu má mezi červenohnědou a čokoládovou, na krku se vydrám vyvinuly skvrny bílého nebo hnědého zbarvení. U tohoto druhu byl zjištěn albinismus.
Vydry mají dobrý čich a vynikající sluch, ale zaostřit dokáží pouze na kratší vzdálenost.

## Chování

### Hierarchie a komunikace

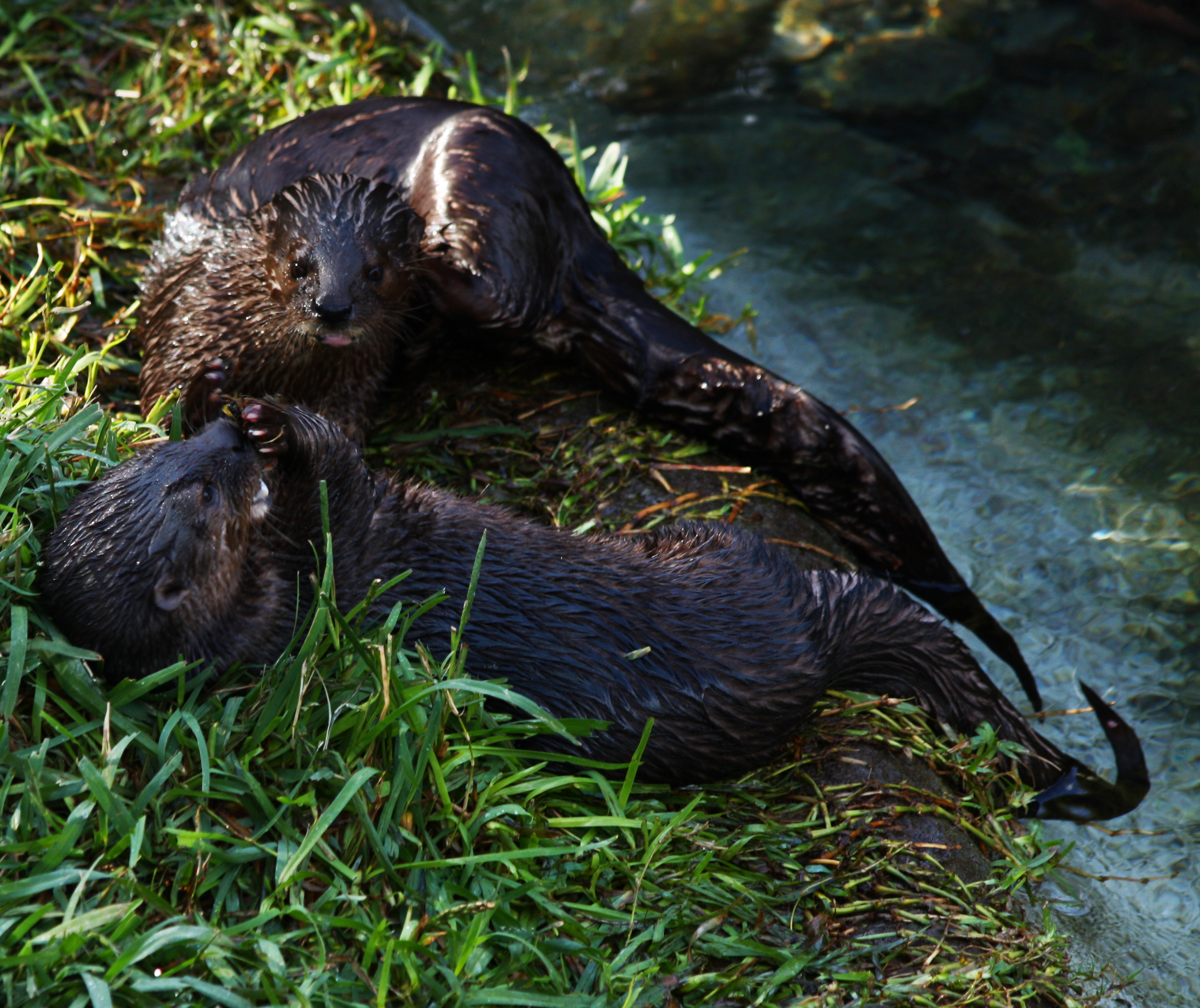
Dvojice vyder v Guineji-Bissau

Vydry skvrnité projevují aktivitu hlavně ráno mezi šestou a devátou hodinou a odpoledne od tří do šesti hodin, někdy též večer či v noci. Noc tráví ukryté ve vegetaci, posloužit může též nora v zemi a další úkryty. Mohou žít jak samostatně (solitéry se stávají převážně starší samci), tak tvořit skupiny, v nichž může být až dvacet exemplářů. Záleží pouze na tom, jaká je na daném území hojnost potravy; čím je jí více, tím větší množství vyder žije pospolu. Skupiny tvoří jedinci obou pohlaví plus mláďata. Život ve skupině možná vydrám poskytuje účinnější ochranu před predátory. Nicméně i pokud vydry žijí společně, každá z nich si potravu obvykle obstarává sama. Celkově druh nevykazuje přílišnou teritorialitu. Podle studie provedené v Jihoafrické republice mají samci území o rozloze asi 16,2 km2 (± 1,2 km2). Území samic je menší, o rozloze 5,8 km2 (± 4,2 km2). Samec své území sdílí se samicemi. Areál výskytu vydry skvrnité se protíná s jinými druhy vyder řadícími se do rodu Aonyx. Druhy si však navzájem nekonkurují, protože mají odlišné potravní preference. Konkurentem v boji o potravu je sice promyka bažinná, ta se však obyčejně lovu u vody spíše vyhýbá.
Vydry mohou mezi sebou komunikovat pískavými zvuky, dorozumívají se též pachovými značkami, například močí nebo výkaly; ty měří asi 15 mm a jejich vzhled závisí na konzumované potravě. Podobné chování bylo zaznamenáno i u jiných vydřích druhů.

### Potrava
Vydra skvrnitá je rybožravým druhem. Kořistí jsou, zvláště ve Viktoriině jezeře, hlavně vrubozubcovití (Cichlidae). Potravu vydry tvoří například tlamovci náležící do rodu Haplochromis, keříčkovci rodu Clarias, parmy rodu Barbus, okounci pstruhoví (Micropterus salmoides) nebo tilápie (Tilapia). Živit se však mohou i jinou potravou, například obojživelníky (drápatka vodní), kraby a dalšími bezobratlými nebo ptáky, tyto zdroje však využívají jenom při nedostatku ryb. Například v ugandském jezeře Bunyonyi vydry konzumovaly původně žáby drápatky, po vysazení tilápií však svou pozornost rychle přesunuly právě k těmto rybám. Složení potravy se může lišit také dle ročního období. V JAR tvoří ryby převažující část jídelníčku od podzimu do zimy, zbytek roku se vydry živí hlavně kraby. Co se týče velikosti, vydry preferují ryby malé, nepřesahující velikostí 15 cm, avšak lovit mohou i větší exempláře.
Loví během celého dne, avšak preferují dobu před soumrakem nebo po svítání. Každá lovecká výprava je složena z dvacetisekundových ponorů, a trvá obyčejně až dvacet minut, délka lovu se však může i několikanásobně protáhnout. Kořist vydra chytá pomocí mrštných pohybů do tlamy, menší sežere ve vodě, větší na souši.

### Rozmnožování
O rozmnožování tohoto druhu se ví pouze málo. Jeho načasování má u vyder skvrnitých pravděpodobně sezónní charakter. Samička po dvou měsících od spáření porodí maximálně pět mláďat, nejčastěji mezi dvěma a třemi. V jihoafrické provincii KwaZulu-Natal reprodukce probíhá mezi květnem a srpnem, mláďata mají samice v září. Rovněž v Tanzanii připadá období porodů na září, v Zambii se však s mláďaty lze setkat až na konci roku. U druhu se nevyvinula schopnost odložené nidace. Čerstvě narozená mláďata mají zavřené oči a stará se o ně pouze matka. Ještě před odstavením jsou asi 56 dní po porodu schopna plavat, mateřským mlékem se živí maximálně do 16. týdne života. O jejich vývoji však není známo mnoho. Samici mláďata opustí až v jednom roce a o rok později již mohou mít vlastní potomstvo. Ve volné přírodě činí věk dožití pravděpodobně osm let, v zajetí může být téměř třikrát vyšší.

### Predátoři a parazité
Vydry skvrnité mohou lovit krokodýli, hadi (krajty rodu Python), k predaci možná dochází i ze strany orla jasnohlasého (Haliaeetus vocifer). Mezi endoparazity se řadí motolice či hlístice.

## Ohrožení
Velikost populace vyder skvrnitých má klesající tendenci, a to v celém areálu výskytu. Hrozbu představují hlavně lidské zásahy do přirozeného prostředí těchto šelem, podpořené rozrůstající se lidskou populací a jejími neudržitelnými hospodářskými praktikami. Vody, ve kterých vydry žijí, jsou znečišťovány vlivem industrializace, anebo při těžbě uhlí. Vydra, lovící hlavně zrakem, v kalných zabahněných vodách jen těžko shání potravu. Břehy kvůli lidským činnostem zároveň podléhají erozi, či kolem nich mizí potřebný vegetační kryt. U vydry skvrnité byla rovněž odhalena akumulace jedovatých organochloridů a dalších biokontaminantů.
V některých oblastech, jako je například Viktoriino jezero, jsou vysazovány větší druhy ryb, obírající vydry o potravu; takovým druhem je například lates nilský (Lates niloticus). Vydrám přirozené prostředí rovněž ubírají invazní vodní rostliny tokozelky nadmuté (Eichhornia crassipes, vodní hyacint), které se dokáží rychle šířit a způsobují degradaci vodních ekosystémů. Někteří jedinci také umírají v pastech či sítích na ryby, případně dochází k úmyslnému pronásledování. Lidé považují vydry za hrozbu pro ryby (mohou zlikvidovat i desetinu z úlovků) či drůbež, loveny jsou také pro kožešinu nebo maso. Části vyder jsou rovněž využívány jako součást tradiční medicíny.
Mezinárodní svaz ochrany přírody (IUCN) považuje vydru skvrnitou za téměř ohrožený druh, předtím byla hodnocena jako málo dotčená. Je rovněž zařazena na Úmluvu o mezinárodním obchodu s ohroženými druhy volně žijících živočichů a rostlin, a sice do druhé přílohy – obchodování je na mezinárodní úrovni omezeno a podřízeno dozoru. Druh žije v řadě chráněných oblastí, cílené konzervační akce však probíhají jen v lokálním měřítku. IUCN pokládá za důležitou jak potřebu důkladných ekologických a demografických studií populací, tak zvyšování povědomí mezi místními o úloze vyder ve zdravých ekosystémech.